# 山口祐佳
山口 祐佳（やまぐち ゆか、1978年7月4日 - ）は、日本のフリーアナウンサー。東京都出身。

## 来歴・人物
日本女子体育大学卒業後は、円谷プロダクションのイベント事業部に所属し、主にヒーローショーなどのMCを担当。
その後、ユニバーサル・スタジオ・ジャパンのコメディアクトレス・スタントアクトレスを務め、 東北楽天ゴールデンイーグルスの専属場内アナウンサーに。さらに、ミュージカルやテレビCMなどの出演、ブライダル司会やイベントMCなどもこなす。
2013年よりベースボールプランニングに所属。
現在は、ベースボールプランニングアナウンスアカデミーで後進の育成なども行う。
特技は、南京玉すだれ、ポイ。

## 出演

### テレビ
- おはスタ645 「声が続く王選手権」(テレビ東京、2015年3月2日)
- ウォッチンみやぎ
- Oh!バンデス

他、東北地方のローカル番組に広報活動のため出演。
- 【Eaglestation】コーナー担当（ラジオ3）

### スタジアムＤＪ
- 東北楽天ゴールデンイーグルス - スタジアムDJ（2009年 - 2011年）
- シーホース三河 - ナイターMC（2018年 - ）[1]